# Lista över Bulgariens presidenter
Bulgariens president är Bulgariens statschef sedan avskaffandet av monarkin 1946.

## Presidenter sedan 1990
| Namn                            | Porträtt | Tillträdde      | Avgick          |
| ------------------------------- | -------- | --------------- | --------------- |
| Petăr Mladenov                  |          | 3 april 1990    | 6 juli 1990     |
| Stanko Todorov (tillförordnad)  |          | 6 juli 1990     | 17 juli 1990    |
| Nikolaj Todorov (tillförordnad) |          | 17 juli 1990    | 1 augusti 1990  |
| Zjelju Zjelev                   |          | 1 augusti 1990  | 22 januari 1997 |
| Petăr Stojanov                  |          | 22 januari 1997 | 22 januari 2002 |
| Georgi Părvanov                 |          | 22 januari 2002 | 22 januari 2012 |
| Rosen Plevneliev                |          | 22 januari 2012 | 22 januari 2017 |
| Rumen Radev                     |          | 22 januari 2017 |                 |